# فرودگاه اینهاکا
فرودگاه اینهاکا (به انگلیسی: Inhaca Airport) یک فرودگاه همگانی است . این فرودگاه در شهر اینهاکا، موزامبیک کشور موزامبیک قرار دارد و در ارتفاع ۲ متری از سطح دریا واقع شده‌است.